# Богданкевич, Станислав Антонович
Станисла́в Анто́нович Богданке́вич (бел. Станіслаў Антонавіч Багданкевіч; род. 1 января 1937 года в деревне Шаповалы Воложинского повета Новогрудского воеводства Польской Республики) — белорусский экономист и политический деятель, председатель Правления Национального банка Республики Беларусь (1991—1995), почётный председатель Объединенной гражданской партии, академик и вице-президент международной Академии наук «Евразия».

## Биография
В 1958 году окончил Пинский учетно-кредитный техникум, в 1964 году — Всесоюзный заочный финансово-экономический институт в Москве по специальности «Финансы и кредит».
Кандидат экономических наук (1978 год), доктор экономических наук (1991 год). Доцент (1984 год), профессор (1991 год).
Стажировался в центральных банках Франции и Великобритании.
С 1956 по 1981 годы работал в системе Госбанка СССР в Белоруссии
Преподавал в Белорусском государственном институте народного хозяйства, заведующий кафедрой денежного обращения и кредита с 1981 по 1991 годы.
В 1991 году был утвержден Верховным Советом на пост председателя Правления Национального банка Беларуси.
14 сентября 1995 года указом Президента № 373 освобожден от должности «по собственному желанию».
С 1991 по 1995 годы был Управляющим от Беларуси в Международном валютном фонде и Европейском банке реконструкции и развития.
Женат, имеет троих сыновей: старший, Эдуард, 1968 года рождения, средний, Антон, — 1971 года рождения, младший, Павел, родился 25 августа 1995 года.
Автор более 200 научных работах в области кредита, банковского дела и макроэкономики.

## Политическая деятельность
В 1993—1994 годах был активным противником объединения денежных систем России и Белоруссии.
После освобождения от должности Председателя Правления Национального банка занялся политической деятельностью. Вступил в Объединённую гражданскую партию и возглавил её в 1995 году. Оставался председателем партии до 2000 года, с 2000 года — почётный председатель.
Был избран депутатом Верховного Совета Республики Беларусь 13 созыва, был лидером фракции «Гражданское действие», выдвигался на пост Председателя Верховного Совета.
В феврале 1998 года вошёл в Национальный исполнительный комитет, сформированный белорусской оппозицией. Заместитель председателя НИКа, председатель комитета по экономической политике.
Является одним из самых активных и авторитетных критиков экономической политики белорусского правительства. Постоянно публикуется и даёт интервью различным СМИ на экономические темы.
Был выдвинут кандидатом в депутаты Палаты представителей по списку Объединённых демократических сил на выборах, которые состоялись 28 сентября 2008 года. 19 сентября снял кандидатуру в знак протеста против политики властей, которые блокировали агитационную кампанию кандидата.

## Публикации
- Совершенствование системы финансирования жилищного строительства. Минск: БелНИИНТИ, 1985.
- Кредит в колхозах в условиях агропромышленной интеграции. Минск: «Ураджай», 1986.
- Финансирование, кредитование и расчеты в АПК. Минск: «Ураджай», 1989.
- Кредиты кооперативам и арендаторам. Минск: «Ураджай», 1991.
- Как жили? Как живем? Как будем жить? 1994—1997. СПб.: «ВИРД», 1998.